# На рыбалку
«На рыбалку» (англ. Gone Fishin') — американская приятельская комедия, повествующая о двух закадычных друзьях-рыбаках. Премьера состоялась 30 мая 1997 г.

## Сюжет
Джо (Джо Пеши) и Гас (Денни Гловер), друзья детства, решают в очередной раз отправиться на рыбалку, предыдущие разы которой ещё без происшествия не проходили. И этот раз ни чем не отличается от других, вот только обстоятельства уже другие: угон автомобиля, потеря лодки, пожар, поломка катера и деньги афериста-двоеженца.  

## В главных ролях
- Джо Пеши — Джо Уотерс
- Денни Гловер — Гас Грин
- Ник Праймбл — Деккер Масси
- Розанна Аркетт — Рита
- Линн Уитфилд — Энджи
- Вилли Нельсон — Билли Пулер